# Зачарований край
«Зачаро́ваний Край» — національний парк в Україні. Розташований на території Хустського району Закарпатської області.
З 13 липня 2017 року ділянки НПП «Зачарований край» «Іршавка» (93,97 га) та «Великий Діл» (1164,16 га) входять у світову спадщину ЮНЕСКО як один з масивів Букові праліси Карпат та інших регіонів Європи.

## Загальні відомості
Парк є природоохоронною, рекреаційною, культурно-освітньою, науково-дослідною установою загальнодержавного значення і входить до складу природно-заповідного фонду України, охороняється як національне надбання, щодо якого встановлюється особливий режим охорони, відтворення та використання.

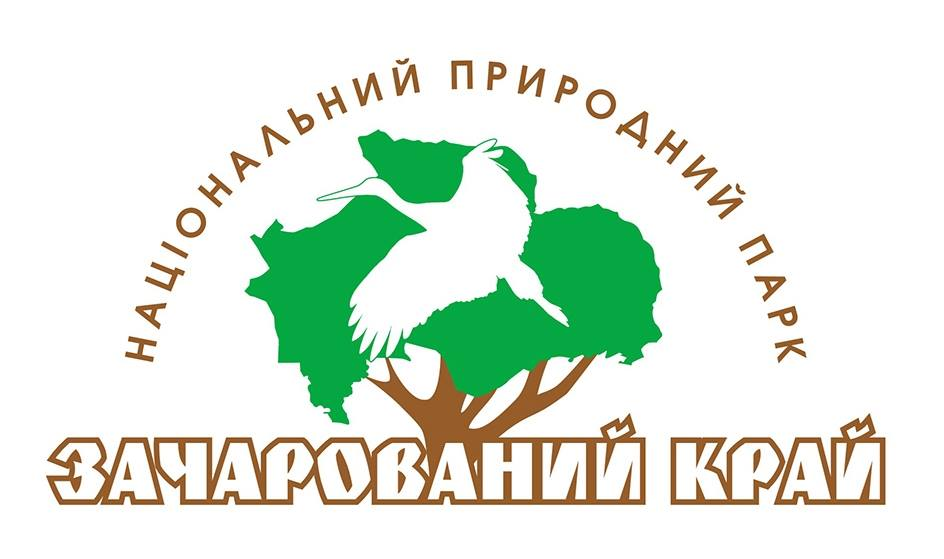
Логотип парку

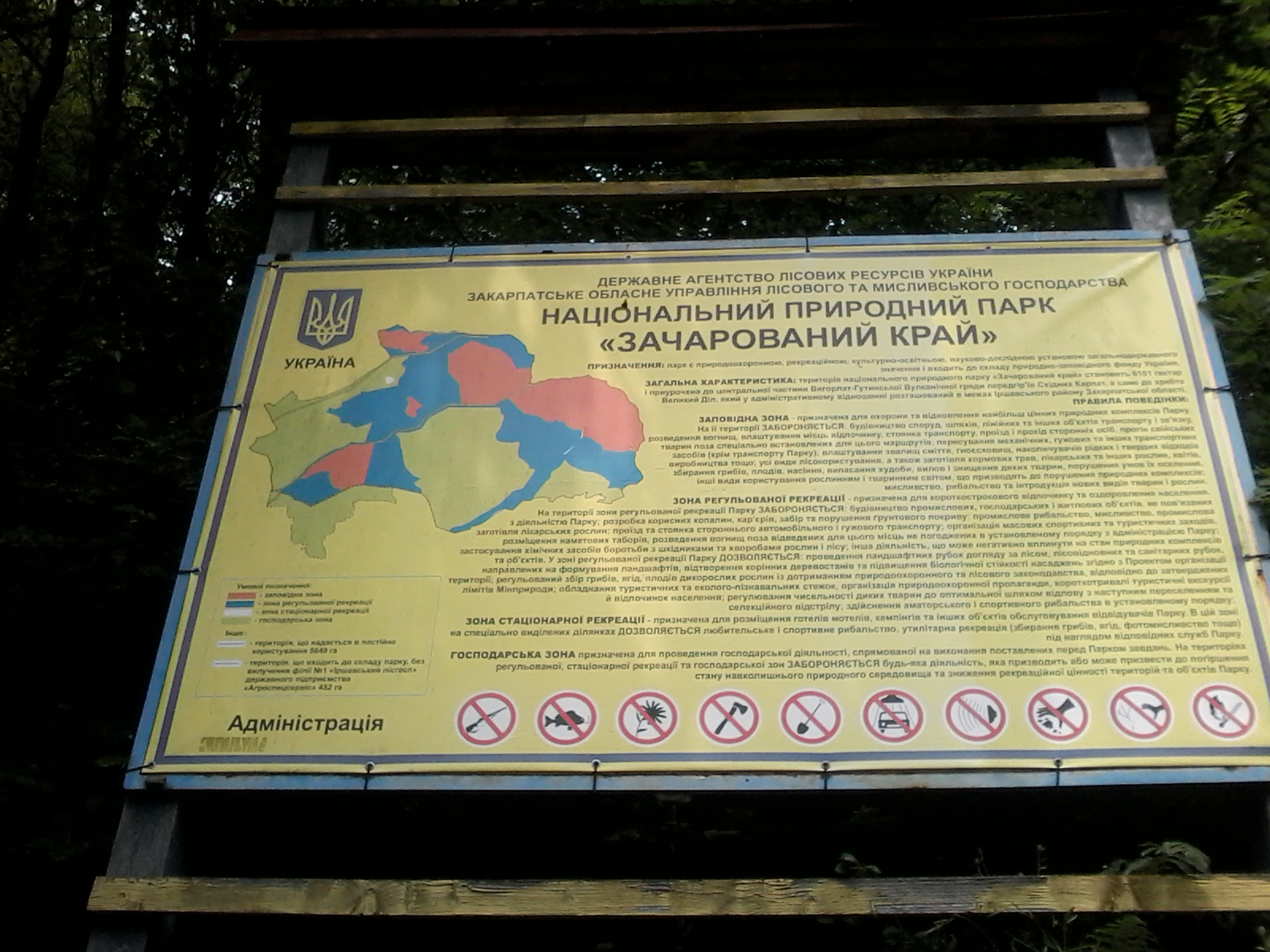
Інформаційний стенд

Парк підпорядковується Міністерству захисту довкілля та природних ресурсів України. Парк створено з метою збереження, відтворення та ефективного використання типових та унікальних природних комплексів Східних Карпат, що мають важливе природоохоронне, естетичне, наукове, освітнє, рекреаційне та оздоровче значення.
Загальна площа 6101 гектар, у тому числі 5649 гектарів земель державного підприємства «Загатянське лісове господарство», що вилучаються в установленому порядку і надаються йому у постійне користування, та 452 гектари земель філії № 1 «Іршавський лісгосп» державного підприємства «Агроспецсервіс», що включаються до складу парку без вилучення.

### Розширення території
Згідно з Указом Президента № 134/2019 територію парку розширено на 4350,4 га коштом земель ДП «Довжанське лісомисливське господарство».

### Юридична адреса
Закарпатська обл., Хустський р-н, с. Ільниця, вул. Партизанська б/н, 90130

## Природні особливості
Територія національного парку лежить у межах Великого Долу — гірського масиву Українських Карпат, центральній частині Вигорлат-Гутинського вулканічного хребта. Масив складається з головного хребта за назвою Великий Діл і багатьох другорядних хребтів-відгалужень, простягається між річками Латорицею (на заході) та Боржавою (на сході). Пересічні висоти 700—800 м, максимальна — 1081 м (гора Бужора). Схили асиметричні: південні пологіші, ніж північні. Трапляються рештки згаслих вулканів. Складається з андезитів, базальтів та їхніх туфів. Поширені ерозійні та зсувні осипні процеси, бувають селі. Є джерела мінеральних вод.

### Рослинний світ
Рослинність верхнього ярусу гір (понад 650 м) представлена буковими лісами, низькогір'я — залишками дубових лісів (дібров), садами й виноградниками.

### Тваринний світ

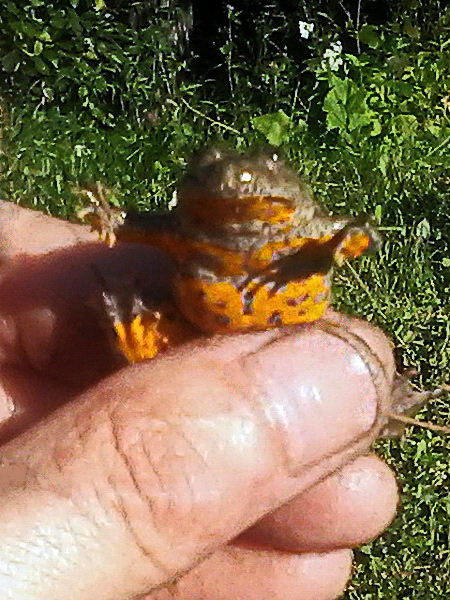
Кумка жовточерева

Тваринне населення національного парку представлено в основному гірським фауністичним комплексом. Значну роль відіграють також рівнинні види тварин, які заходять у гори по долинах річок. 
Герпетофауна національного парку включає 9 видів земноводних (тритон гребінчастий, райка деревна, ропуха звичайна, ропуха зелена, жаба трав'яна та ін.) і 7 видів плазунів (веретільниця ламка, ящірка прудка, ящірка живородна, вуж звичайний, гадюка звичайна та ін.).
У парку водяться такі рідкісні види тварин: 
- ссавці: карпатський благородний олень, європейська сарна, бурий ведмідь, дика свиня, європейський борсук, євразійська рись, лісовий кіт, європейський бобер, вечірниця дозірна, нетопир карлик, нетопир звичайний, пергач пізній та ін.;
- птахи: орел-карлик, підорлик малий, підсоколик великий, орябок, голуб-синяк, сова довгохвоста, сипуха крапчаста, жовна зелена, дятел малий,  пронурок та ін.;
- плазуни: полоз лісовий, мідянка звичайна;
- земноводні: саламандра плямиста,  тритон карпатський,  тритон гірський, кумка жовточерева;
- риби: струмковий пструг і європейський харіус та ін.;
- безхребетні: жук-олень, махаон, подалірій, сатурнія велика, сатурнія руда, ведмедиця-господиня, стрічкарка блакитна, ксилокопа звичайна та ін.

## Території природно-заповідного фонду
Нерідко, оголошенню національного природного парку або заповідника передує створення одного або кількох об'єктів природно-заповідного фонду більш низької категорії (заказник, пам'ятка природи, заповідне урочище тощо) або об'єкту ПЗФ місцевого значення. У результаті, національний парк чи природний заповідник фактично поглинає раніше створені об'єкти ПЗФ. Проте їхній статус зазвичай зберігають.
До складу національного природного парку «Зачарований край» входять такі об'єкти ПЗФ України:
- Геологічний заказник загальнодержавного значення «Зачарована долина»;
- Гідрологічна пам'ятка природи загальнодержавного значення «Болото Чорне Багно» («Чорні багна»).

## Галерея

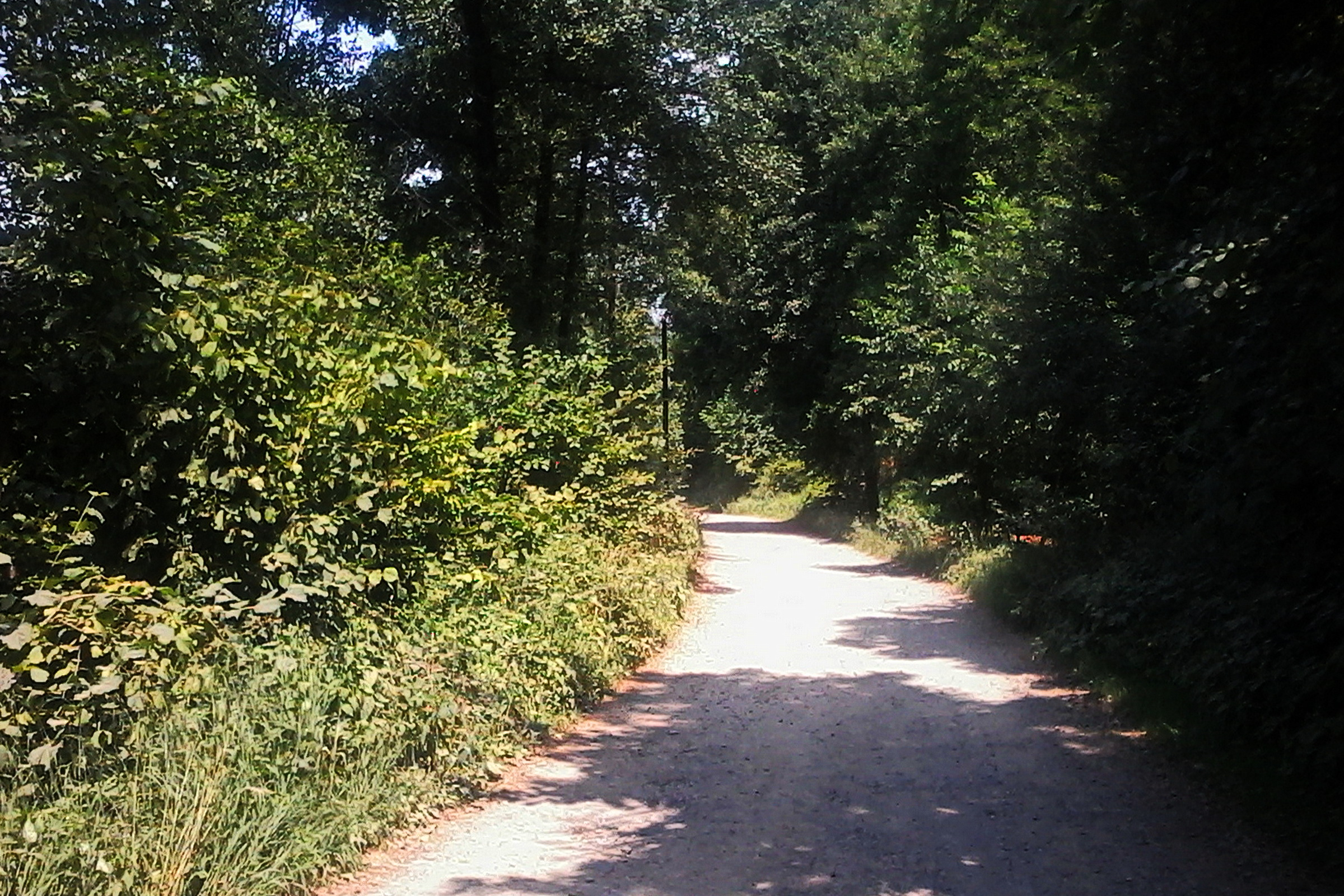
Дорога до парку
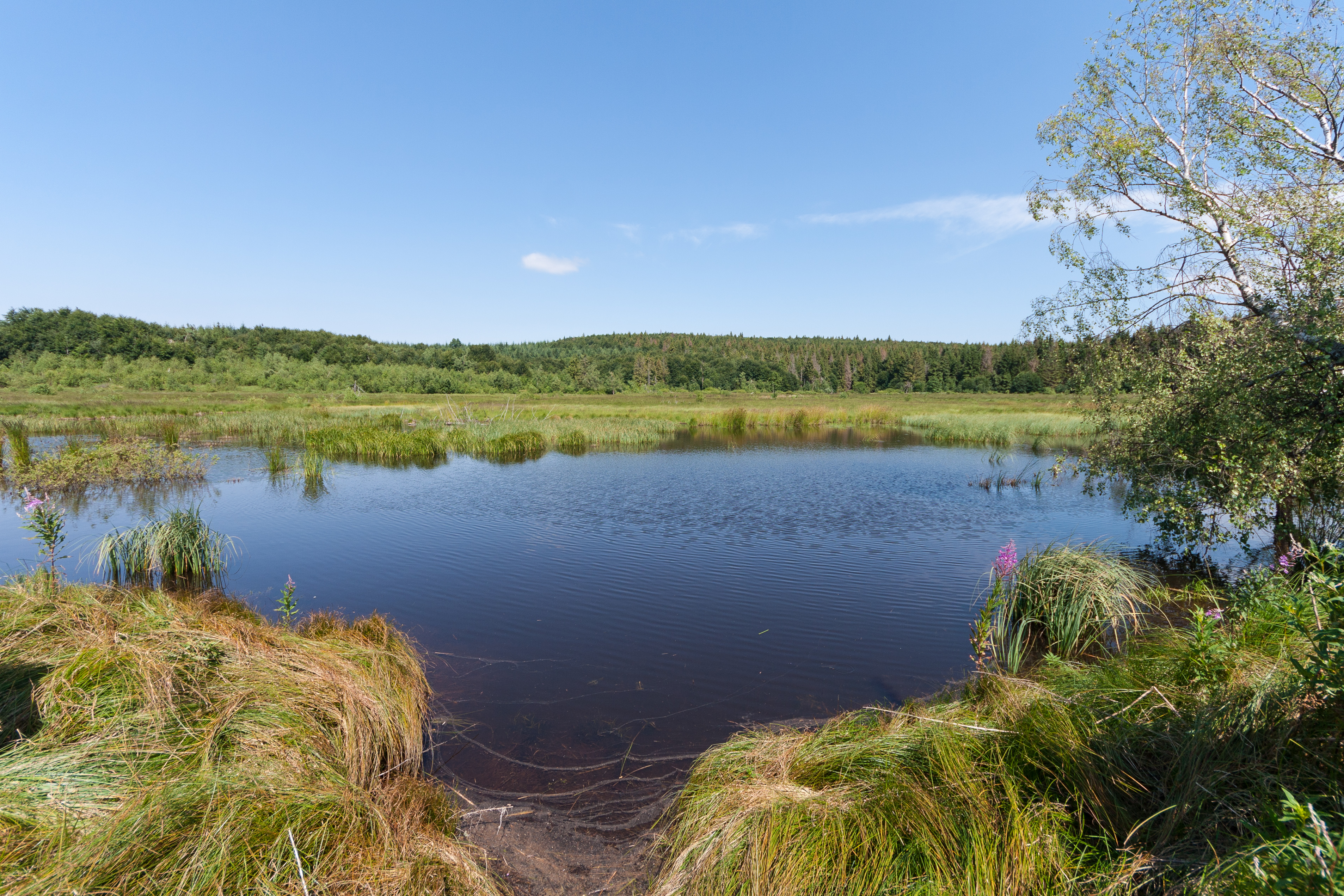
Озеро в парку
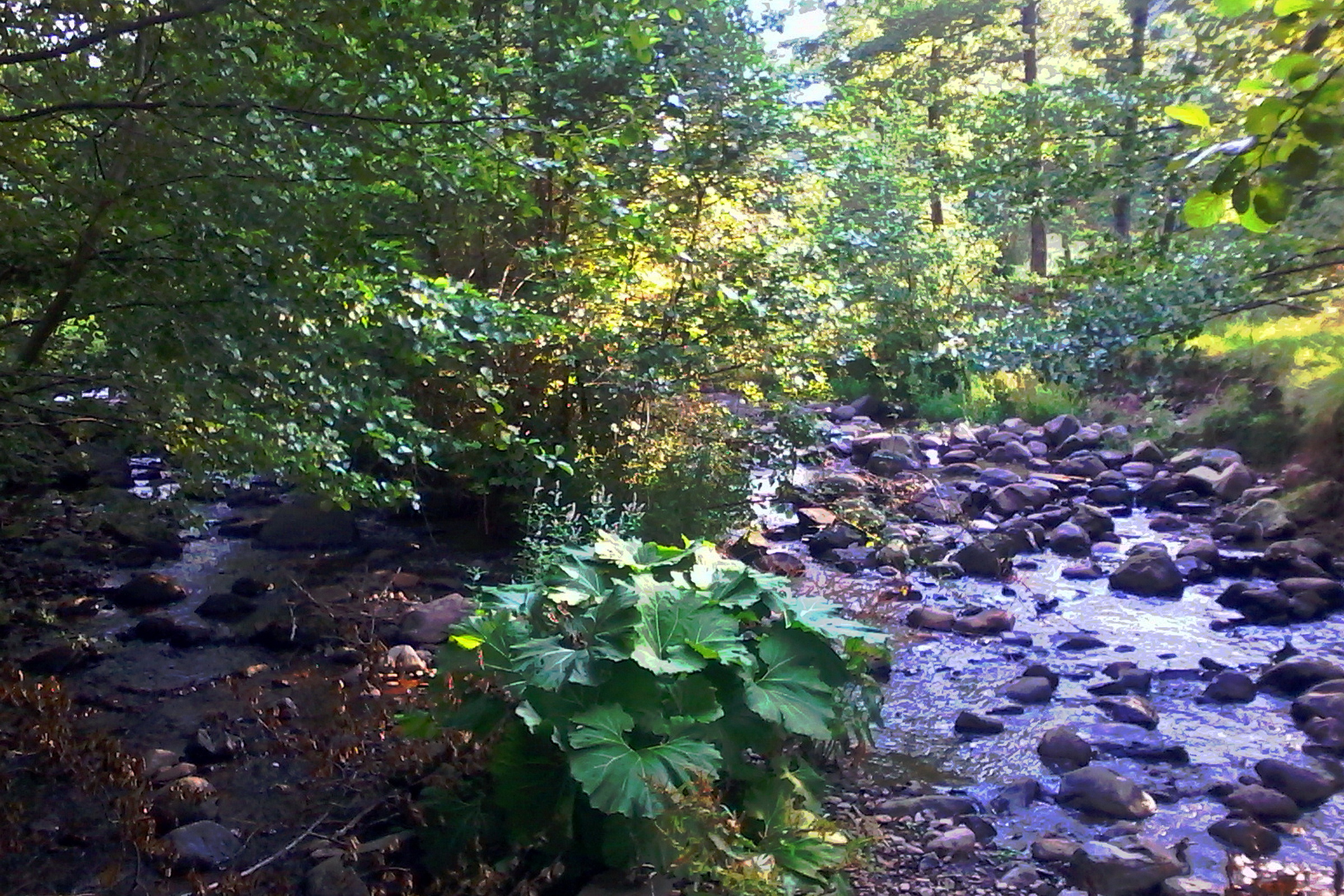
Річка Синявка
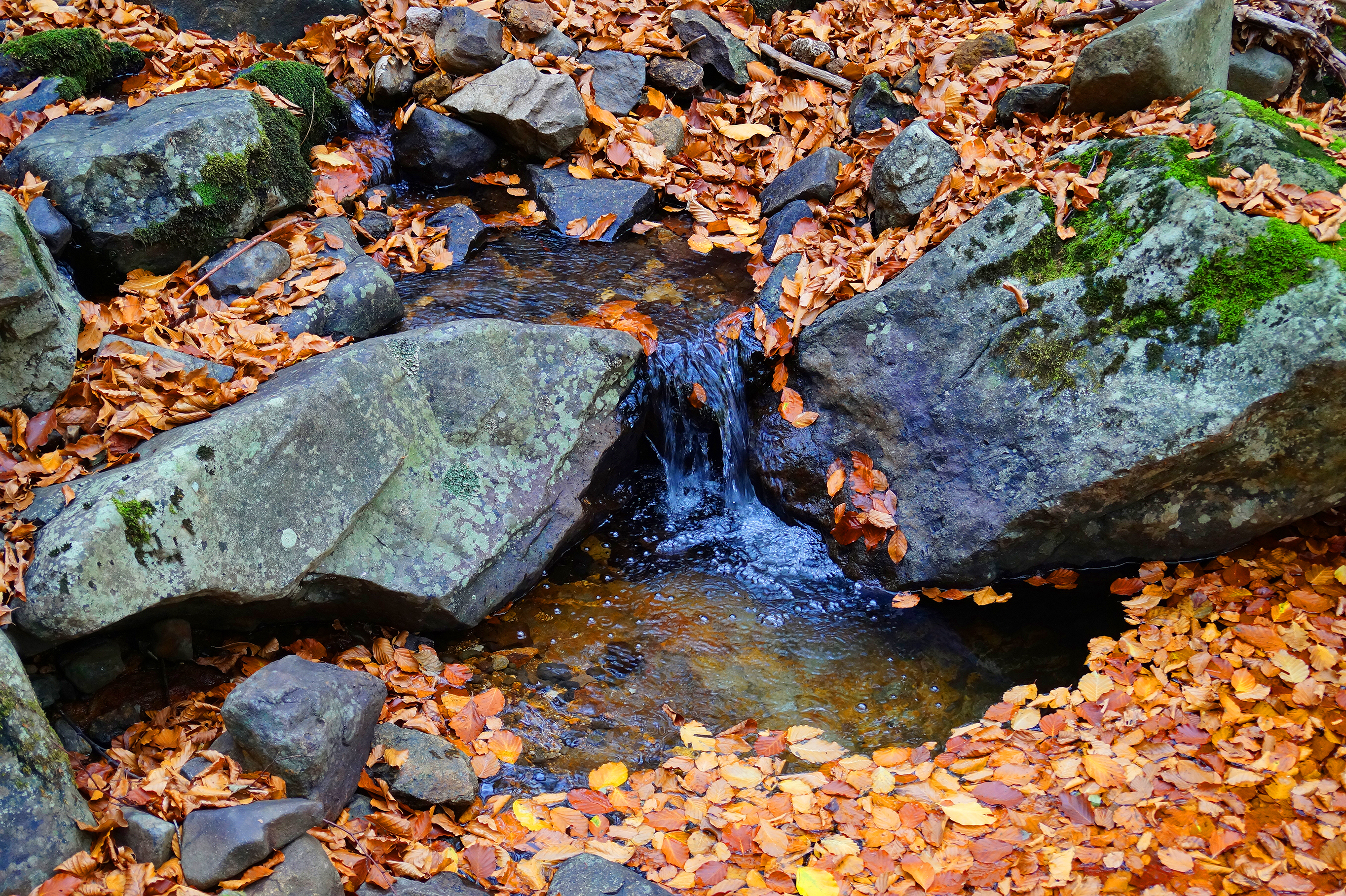
Потічок Яловий
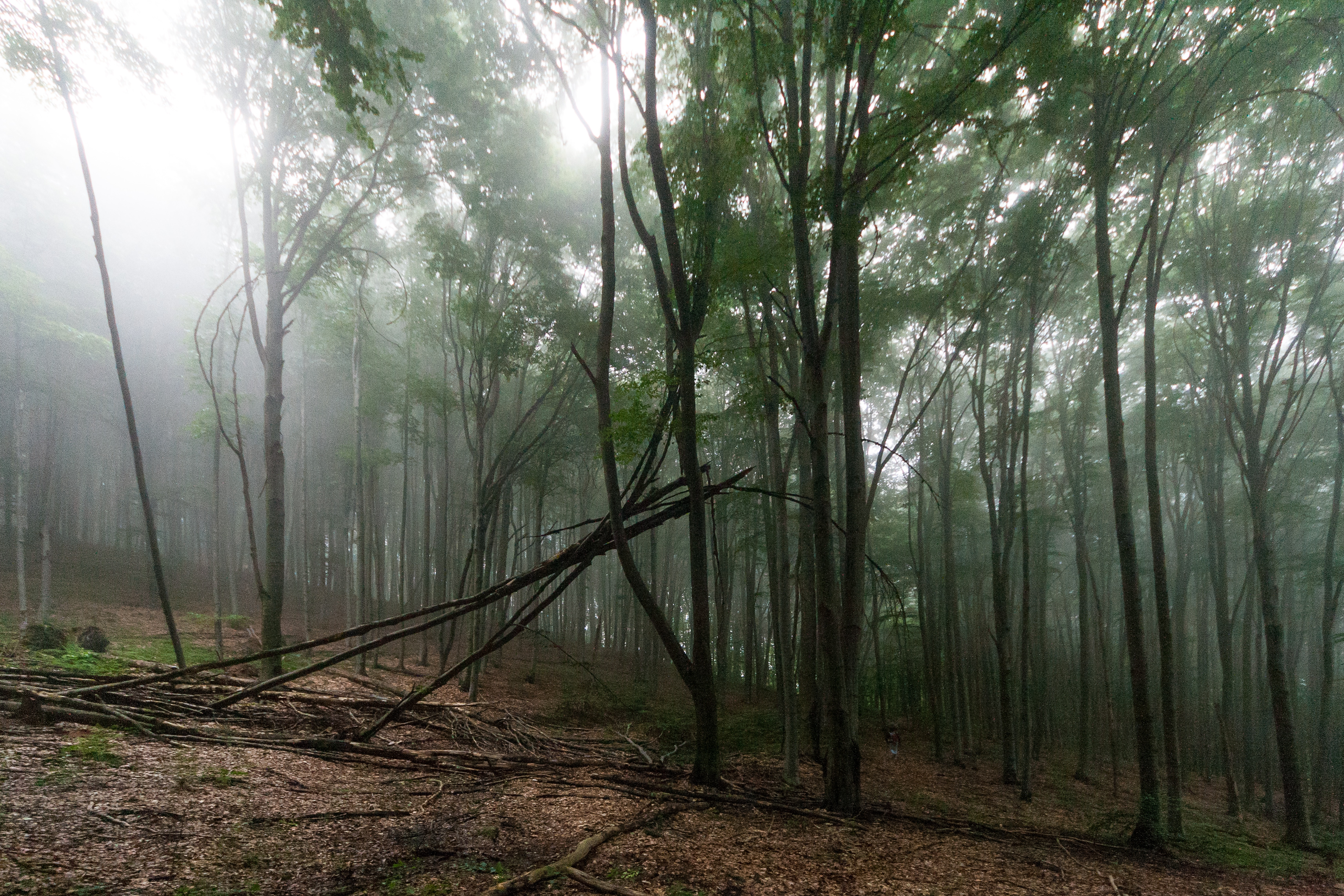
Туман у лісі
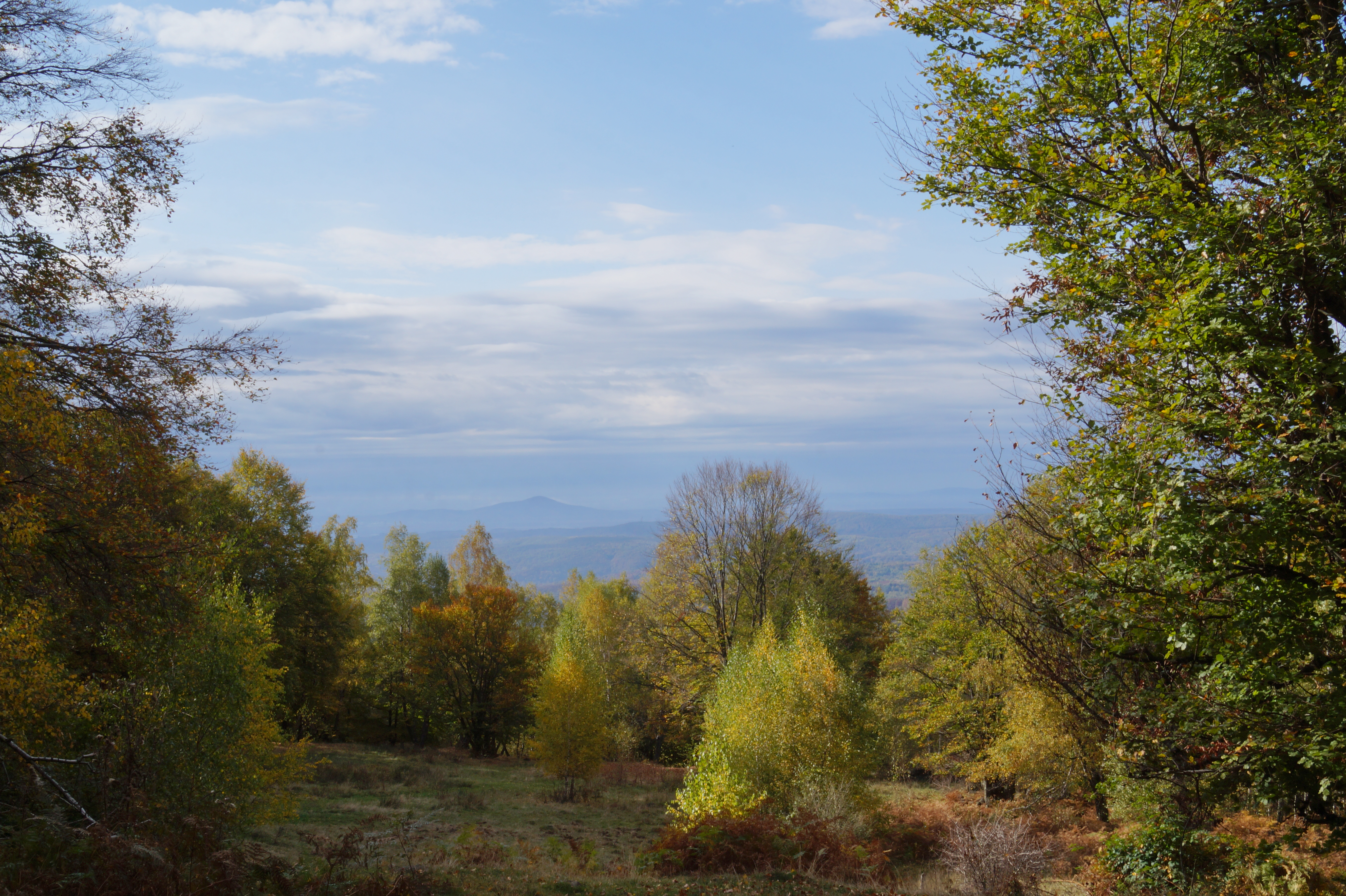
Галявина посеред лісу
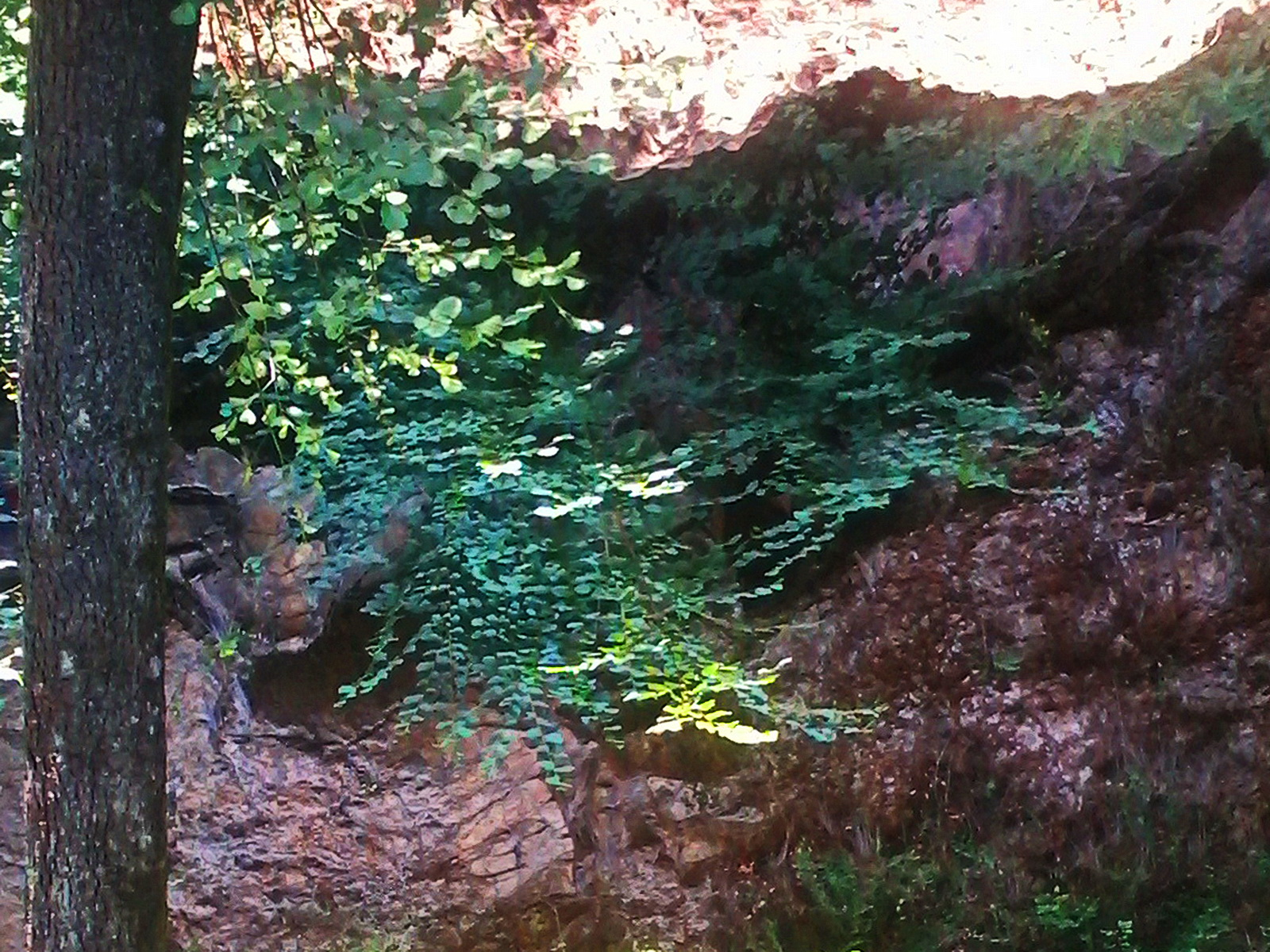
Барвисті скелі
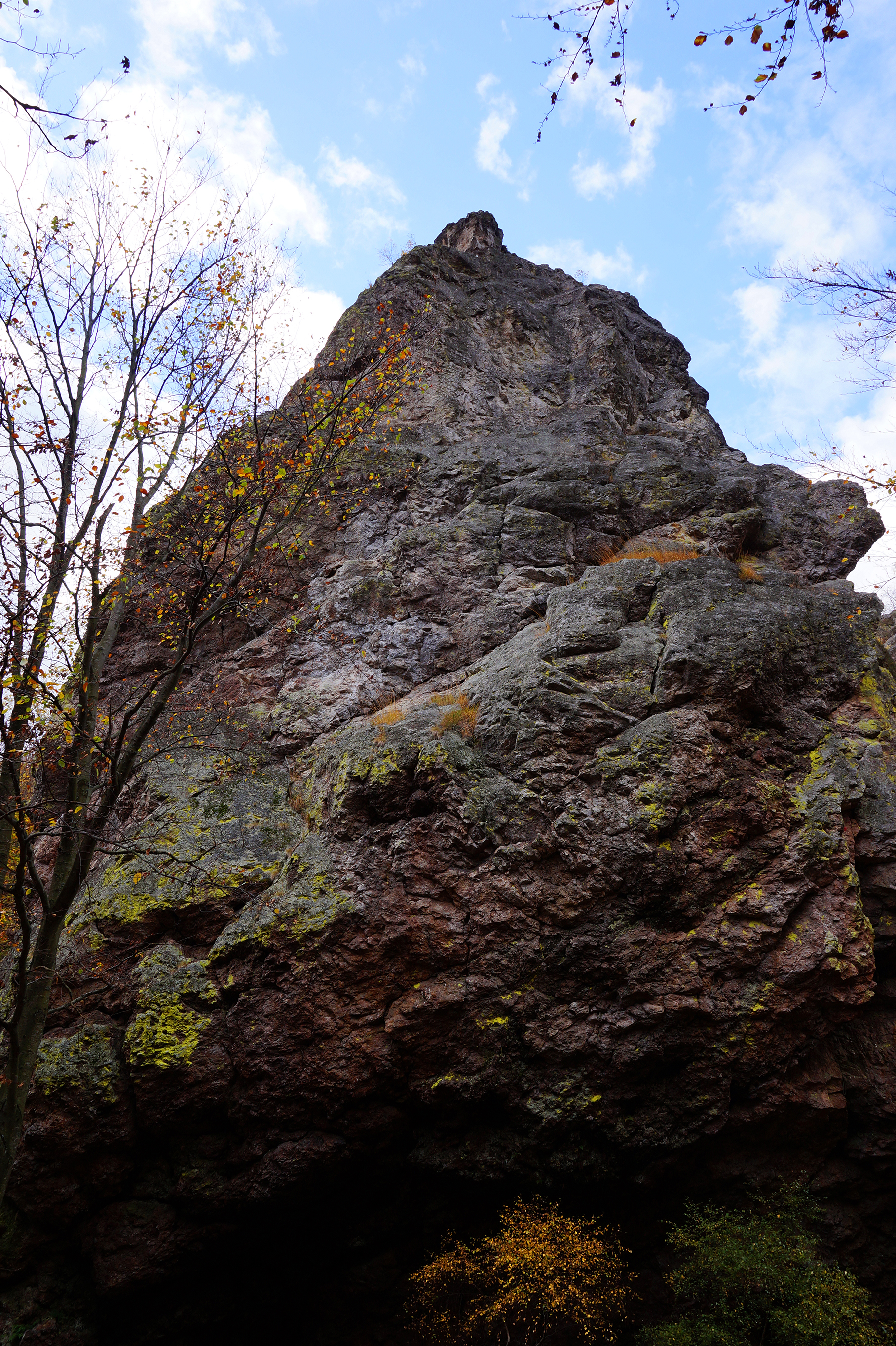
Смерековий Камінь
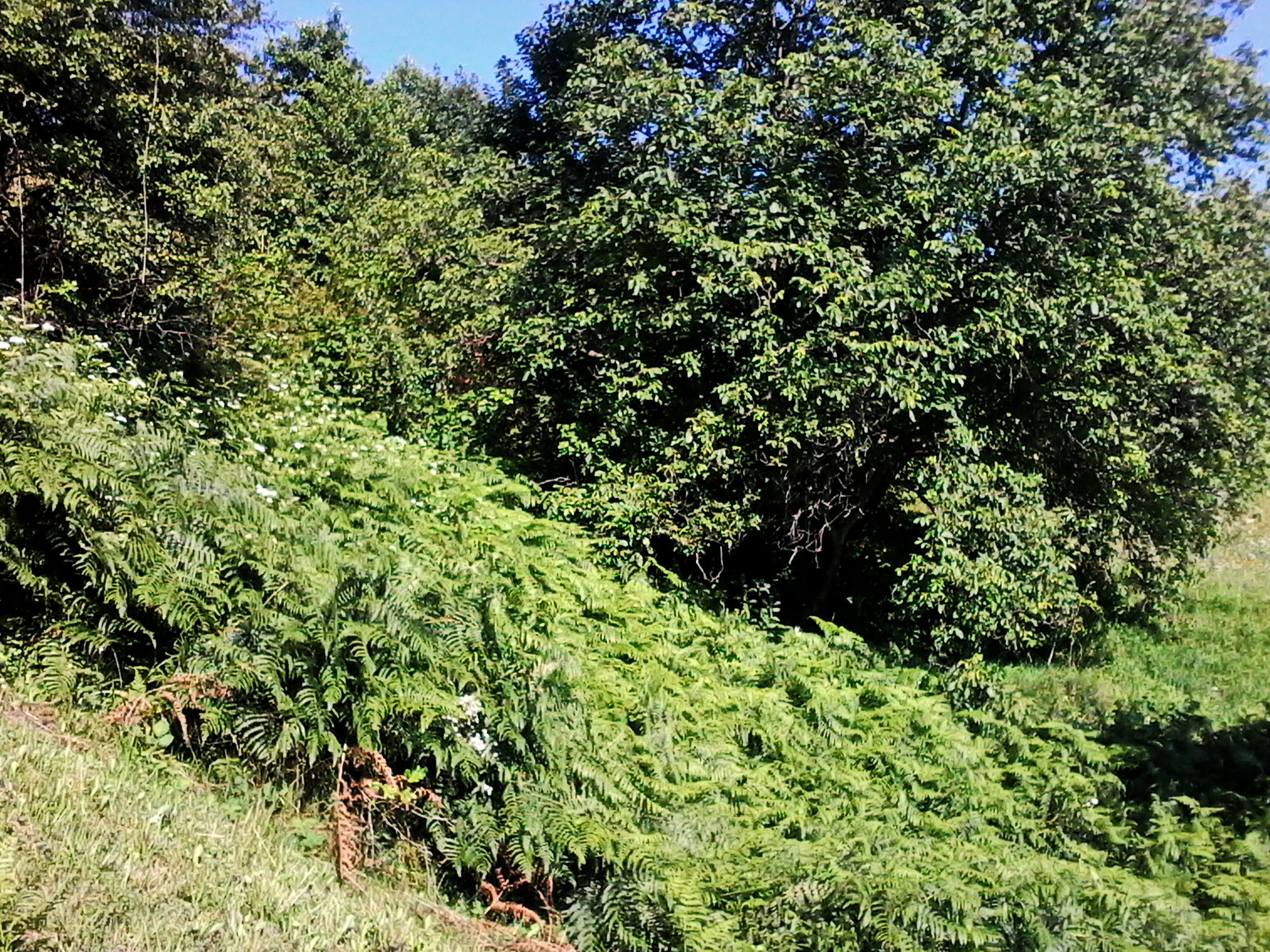
Зарості папороті на узліссі
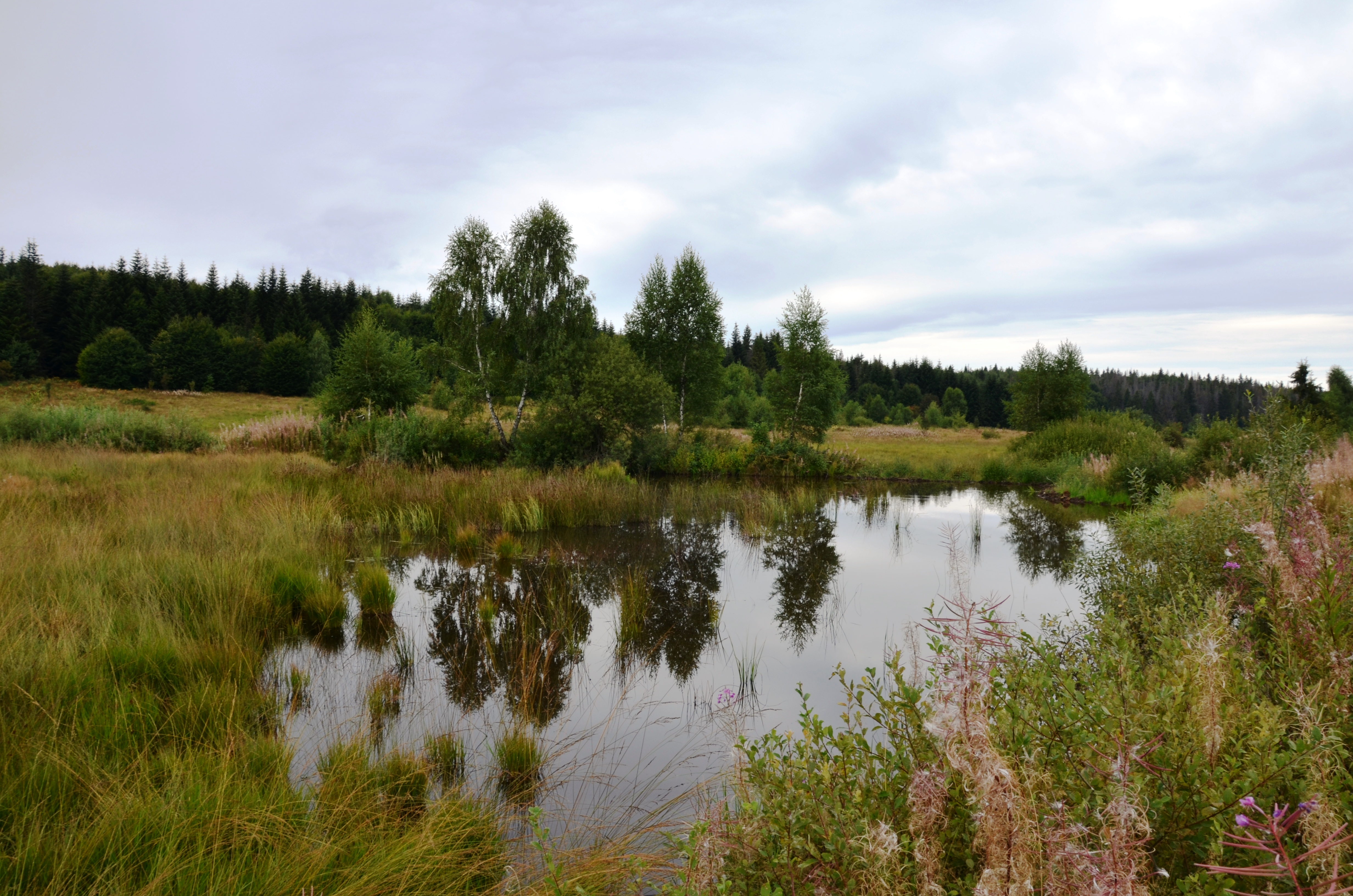
Болото "Чорне багно"